# The Ocean (együttes)
A The Ocean (vagy The Ocean Collective) német sludge/progresszív/post-metal/avantgárd metal/extrém metal zenekar. 2000-ben alakultak Berlinben.

## Története
2000-ben alapította Robin Staps gitáros. Több zenész is megfordult az együttesben, mielőtt kialakult a felállás. Első koncertjüket a berlini Eimer Clubban tartották. Ezt követően rögzítették első demójukat, amely egy 30 perces dal.
2003-ban szerződést kötöttek a Make My Day Records kiadóval, és kiadták első EP-jüket.
2004-ben rögzítették azt, ami a következő két albumuk anyaga lett. A lemez 2004-ben jelent meg.
2005-ben a Metal Blade Recordsszal kötöttek szerződést, és kiadták következő nagylemezüket. 
2009 áprilisában Mike Pilat énekes kilépett a zenekarból, személyes okok miatt.
2009. november 17.-én Robin Staps bejelentette, hogy megvan az új énekes, Loïc Rosetti személyében. Ő a 2010-es albumukon énekelt először.
2020. szeptember 21.-én kövületet neveztek el a zenekarról. A kövület neve ophiacantha oceani lett.

## Diszkográfia
- Fluxion (2004)
- Aeolian (2005)
- Precambrian (2007)
- Heliocentric (2010)
- Anthropocentric (2010)
- Pelagial (2013)
- Phanerozoic I: Palaeozoic (2018)
- Phanerozoic II: Mesozoic / Cenozoic (2020)
- Holocene (2023)

### Egyéb kiadványok
- Islands/Tides (demó, 2002)
- Fogdiver (EP, 2003)
- Burst/The Ocean (split lemez, 2005)
- Fluxion (with Mike Pilat) (2009)
- The Grand Inquisitor[10] (10" EP, 2012)
- Transcendental Split (EP, 2015)

## Tagok
Az együttesnek több felállása is volt 2000-es megalakulása óta. Időnként "The Ocean Collective" néven is ismertek, mivel több ideiglenes tag is megfordult a zenekarban, és Robin Staps számít a központi tagnak.

### Jelenlegi tagok
- Robin Staps – gitár, programozás, vokál (2000–)
- Loïc Rossetti – ének (2009-)
- Paul Seidel – dob (2013–)
- Mattias Hägerstrand – basszusgitár (2015–)
- David Ramis Åhfeldt - gitár  (2018–)
- Peter Voigtmann - szintetizátor (2018–)